# Cerynea limbobrunnea
Cerynea limbobrunnea là một loài bướm đêm trong họ Erebidae.